# Attribúció
Az attribúció (oktulajdonítás) a szociálpszichológiában olyan folyamat, amely megmagyarázza az egyén viselkedéseit és döntéseit. Az attribúciós elmélet célja, hogy megmagyarázza ezeket a folyamatokat. Ennek pszichológiai kutatásai Frizt Heider munkáival kezdődtek a 20. század elején, melyet mások mint Harold Kelley és Bernard Weiner továbbfejlesztettek.

## Attribúció-elmélet
Fritz Heider elmélete, mely szerint egy adott személy viselkedését két szempontból próbáljuk megmagyarázni: külső vagy belső oka van, és ha belső, szándékolt vagy szándékolatlan az illető cselekvése.
Az attribúció-elmélet alapja az, hogy külső-belső, szándékolt-szándékolatlan viselkedést különböztetünk meg. Ezzel magyarázzák például azt, hogy ha valaki belső motiváltság miatt tesz valamit (szívesen fest vagy rajzol), akkor ez jutalmazás hatására lassan átalakul, és sok esetben már csak akkor teszi ezt, ha jutalmat kap érte. Az elmélet szerint ez azért van így, mert az illető úgy értelmezi saját viselkedését, mint ami már nem saját belső késztetésére, hanem külső okokra vezethető vissza.

## Énattribúciós elmélet
Ezen elmélet szerint a magunkról kialakított vélemény ahhoz hasonlóan alakul ki, ahogyan mások tulajdonságaira következtetünk, vagyis legtöbbször nem belülről, hanem kívülről próbáljuk saját viselkedésünk okait megfejteni. Ez úgy történik, hogy folyamatosan figyeljük a különböző szituációkra adott válaszreakcióinkat, és amit nem tudunk az eddig feltárt tulajdonságainkkal magyarázni, az új vonásként épül be a saját magunkról alkotott képünkbe.

## Kelley attribúciós modelljei

### Kelley első attribúciós modellje
Harold Kelley megvizsgálta a társas események lehetséges okainak három fő kategóriáját. Úgy tartotta, hogy a viselkedést először a cselekvővel kapcsolatban magyarázzuk. Így ha például egy olyan társas eseményt veszünk alapul, mint egy diák hízelgése a professzorának, akkor a diák bizonytalannak érezheti a pozícióját és ebből adódóan lehet a hízelgés a válasza. A viselkedés azonban következhet a viselkedés ingeréből. Például a professzor arról közismert, hogy fogékony a hízelgésre. A viselkedést okozhatta valami más is, ami a körülményekkel, vagy akár a konkrét helyzettel áll kapcsolatban. Például a diák lehet, hogy jobb jegyet szeretne a dolgozatára.
Kelley szerint, az emberek megkeresik a lehetséges okokat, amelyek kizárólagosan járnak együtt az eseményekkel. Ha van olyan, amelyik jelen van, amikor a viselkedés megtörténik, és nincs jelen, amikor a viselkedés nem történik meg, akkor ez az ok válik meghatározóvá. Így például a megfigyelő megvizsgálhatja az információ disztinktivitását, a konszenzusra vonatkozó információt és az információ konzisztenciáját.

### Kelley második attribúciós modellje
Csak én-releváns attribúció esetén fontos (negatív következmények, összefüggések átlátása, felelősséget vállalni).

## Lásd még
- Hamis konszenzus